# Saint-Galmier

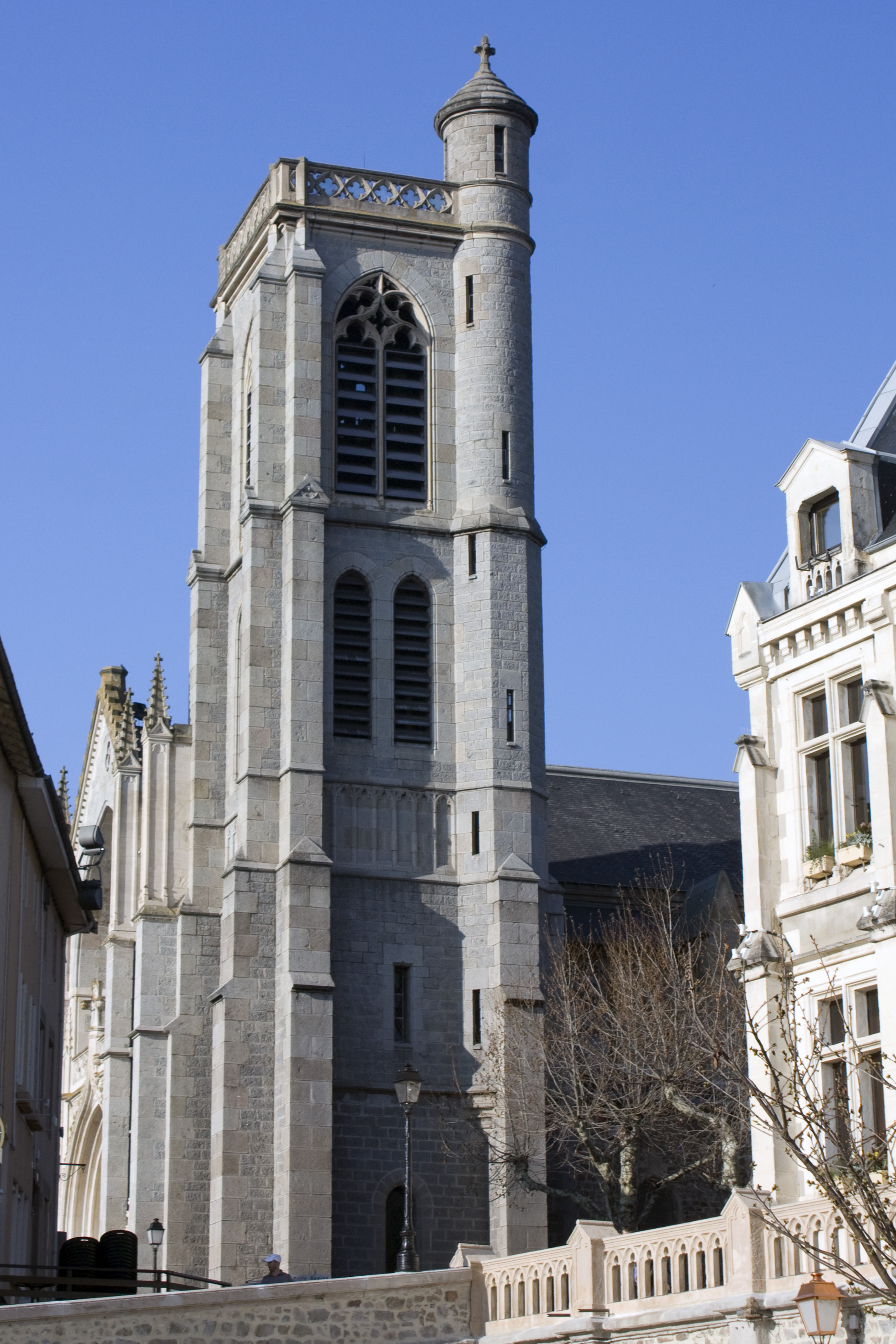
Kościół w Saint-Galmier, 2011

Saint-Galmier – miejscowość i gmina we Francji, w regionie Owernia-Rodan-Alpy, w departamencie Loara. Nazwa miejscowości pochodzi od imienia św. Baldomera.
Według danych na rok 1990 gminę zamieszkiwały 4272 osoby, a gęstość zaludnienia wynosiła 219 osób/km² (wśród 2880 gmin regionu Rodan-Alpy Saint-Galmier plasuje się na 199. miejscu pod względem liczby ludności, natomiast pod względem powierzchni na miejscu 522.).